# Michail Safarbekowitsch Guzerijew

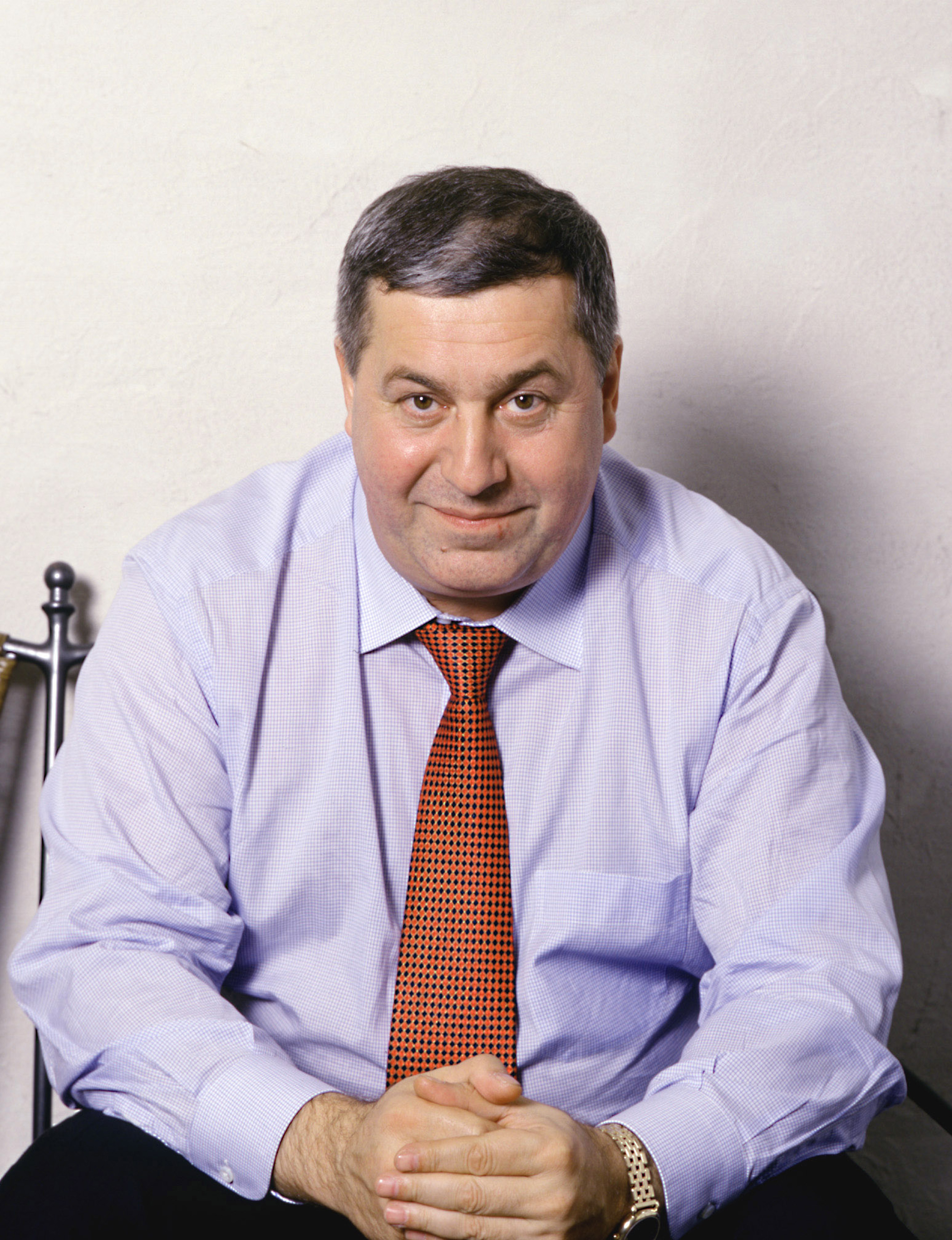
Michail Guzerijew

Michail Safarbekowitsch Guzerijew (russisch Михаил Сафарбекович Гуцериев; * 9. März 1958 in Akmolinsk, Kasachische SSR, Sowjetunion) ist ein russischer Unternehmer und Politiker.

## Leben
Guzerijew studierte am Gubkin-Erdölinstitut in Moskau und am Institut für Volkswirtschaft Wirtschaftswissenschaften sowie in Leningrad Rechtswissenschaften. 1992 gründete er das russische Finanzinstitut  B.I.N. Bank. 1995 wurde Guzerijew in die russische Duma gewählt und 2000 erneut in die Duma als Abgeordneter gewählt. Januar 2000 wurde er zum Vorsitzenden des russischen Unternehmens NGK Slawneft OAO gewählt, 2002 startete er das russische Unternehmen Russneft. Nach Angaben des US-amerikanischen Magazins Forbes Magazine gehört Guzerijew zu den reichsten Russen. Er hat auch einen zypriotischen Reisepass.
Im Juli 2007 gab Guzerijew in der Öffentlichkeit bekannt, dass die russische Regierung Druck auf ihn ausübe. Er erklärte sein russisches Unternehmen Russneft an Basic Element, das dem russischen Unternehmer Oleg Deripaska gehört, zu veräußern. Auslöser dieses Drucks war der russische Politiker Murat Sjasikow, der damalige Präsident der russischen Region Inguschetien, der höhere finanzielle Forderungen an Guzerijew stellte, die dieser abgelehnt hatte. Im August 2007 starb Guzerijews Sohn nach einem unaufgeklärten Anschlag. Guzerijew lebt seit 2008 im Vereinigten Königreich. Die Russische Regierung hat einen Auslieferungsantrag an die Britische Regierung gestellt.
Er schrieb den zusammen mit Sharon Vaughn den Text für den moldawischen Beitrag zum Eurovision Song Contest 2021.
Guzerijew baute in Drasdy (Minsk) ein Elite-Privatgymnasium, das Mikalaj Lukaschenka 2022 abschloss.
Im Oktober 2021 wurde Guzerijew mit seinen Familienmitglieder mit in der Liste von in den Pandora Papers genannten Personen enthüllt.
Im Jahr 2022 fand eine gemeinsame Untersuchung des Belarussischen Ermittlungszentrums, von Transparency International und The Guardian mehrere Immobilien in London, die Said Guzerijew, Michails Sohn, gehörten. Zuvor wurde das Eigentum von Said in den Pandora Papers erwähnt. Vertreter der Familie sagten Reportern, dass Said keine geschäftlichen Beziehungen zu seinem Vater habe und dass Michail nichts mit diesen Vermögenswerten zu tun habe, während gleichzeitig ein erheblicher Teil dieser Immobilien gekauft wurde, als Said noch studierte und nicht geschäftlich tätig war.

### Persönliches Leben
Er ist verheiratet mit Oksana Guzerijewa und hat Kinder.

## Internationale Sanktionen
Am 21. Juni 2021 wurde Guzerijew als Aljaksandr Lukaschenkas Komplize auf eine Sanktionsliste der Europäischen Union gesetzt. Am 6. Juli 2021 traten Albanien, Island, Liechtenstein, Norwegen, Nordmazedonien, Montenegro und am 7. Juli 2021 die Schweiz den EU-Sanktionen bei. Am 9. August 2021 wurde Guzerijew auch auf die Sanktionsliste des Vereinigten Königreichs gesetzt. Großbritannien hat auch die Wartung seiner Flugzeuge verboten. Am 2. Dezember 2021 wurde seine Firma Slavkali und ein dazugehöriger Luxushubschrauber vom US-Finanzministerium in die Specially Designated Nationals and Blocked Persons List aufgenommen. 2022 verhängten Australien, Kanada, Neuseeland und die Ukraine Sanktionen gegen Guzerijew.